# 동녕부
동녕부(東寧府)는 원나라가 고려 서경을 편입한 후 설치한 통치기관이다.

## 역사
1269년(원종 10년) 서북면 병마사의 기관(記官)인 최탄(崔坦) 등이 난을 일으켜 서경을 비롯한 북계(北界)의 54성과 자비령(慈悲嶺) 이북 서해도(西海道)의 6성을 들어 원나라에 투항하였다.
1270년(원종 11년) 쿠빌라이 칸은 자비령 이북의 영토를 직속령으로 모두 원나라에 편입하고 서경에 동녕부를 설치한 후, 최탄을 동녕부 총관(摠管)에 임명하였다. 이에 고려 원종은 원나라의 수도 대도(大都)로 입조하여 쿠빌라이 칸에게 자비령 이북 지역의 반환을 요구하였으나 관철되지 않았고, 1275년(충렬왕 1년)에는 동녕부를 동녕총관부로 승격시켰다.
1290년 원은 고려의 끈질긴 요구를 받아들여 자비령 이북 지역을 고려에 돌려주고, 동녕부를 요동(遼東)으로 옮겼다.

### 동녕부 원정
동녕부 정벌은 1369년(공민왕 18년)부터 1370년까지의 원·명 교체기의 공백 상태를 이용하여, 고려의 전통적인 북진책을 실현하려고 일으킨 원정이다.
1368년 원 순제는 주원장의 군대에게 쫓기다가 죽고, 그 뒤를 이어 기황후(奇皇后) 소생의 소종(昭宗)이 즉위하였으나 정세를 돌리지 못하였다. 고려의 공민왕은 원나라의 연호 대신 명나라의 연호를 사용하였으며, 관직명을 원나라 지배 이전으로 복구하였다. 공민왕은 대륙의 정치적 변동을 이용하여 원의 지배에서 벗어나 북진주의를 실현하려고 하였다.
이에 원나라의 평장사(平章事) 기새인테무르(奇賽因帖木兒)가 그의 부친 기철이 고려에서 참형당한 것에 대한 보복으로 원나라 유민을 모아 동녕부에서 침공해왔다. 1369년(공민왕 18년) 음력 12월 고려에서는 이인임을 총지휘관이자 서북면도통사로 하고, 이성계를 동북면원수, 지용수(池龍壽)를 서북면원수, 양백안을 서북면부원수, 임견미를 안주상만호로 삼아 군사 1만 5천을 주어 원나라의 동녕부를 치게 하였다. 이성계는 1370년 음력 1월에 동북면에서 황초(黃草), 설한(雪寒)의 두 영(嶺)을 넘고, 압록강과 훈강(파저강, 婆猪江)을 건너 이원경 (고려)(李原景)이 지키는 우라산성(于羅山城)을 포위 공격하여 항복을 받았으며, 같은 해 11월에는 지용수와 합세하여 요동의 중심지인 요양(遼陽)을 공격하여 성을 빼앗았다.
그러나 이는 고려의 장기적인 점령으로 이어지지 못했고, 부근 주민들에게 고려에 귀순할 것을 권고하고 회군하였다. 결국 요하(遼河)과 압록강 사이의 땅은 명나라의 영토로 편입되었다.

## 같이 보기
- 쌍성총관부
- 탐라총관부